# Jezera Willandra
Oblast jezer Willandra je pojmenování jedné z australských památek světového dědictví UNESCO. Je to rozlehlé území vyschlých jezer z období pleistocénu a písečných útvarů, na kterých je možné pozorovat různé etapy historického vývoje Země, ale i probíhající geologické procesy. Nacházejí se zde i archeologické důkazy lidského osídlení z období před 45 000 lety, které poskytují informace o historii původních obyvatel australského kontinentu. Byly zde nalezeny zkameněliny obrovských vačnatců. Rozloha UNESCEM chráněného území je 2 400 km².
Oblast je v současnosti soustavou vyschlých jezer, které byly v pleistocénu napájeny vodou z jednoho z ramen řeky Lachlan. Voda do regionu přestala téct přibližně před 14 000 lety. Následný proces desikace zanechával sedimenty v různých etapách. Spodní vrstvy pocházejí z paleogénu, mořská transgres) v povodí Murray zde uložila vápenaté písky, slíny a vápence. Ty byly následně překryty písky v období čtvrtohor.
Nejvýznamnější jezera jsou:
1. Mulurulu
2. Willandra
3. Garnpung
4. Leaghur
5. Mungo
6. Arumpo,
7. Chibnalwood
8. Prungle

## Významná světová hodnota podle UNESCO
Oblast Willandrových jezer, na polopoušti v jihozápadním Novém Jižním Walesu (NSW), obsahuje reliktní jezerní systém, jehož sedimenty, geomorfologie a půda zahrnují pleistocenní krajinu s nízkou nadmořskou výškou. Skýtá také jedinečné stopy klimatických výkyvů pozdního pleistocénu (doby ledové a mezidobí), zvláště za posledních 100 000 let. Ekosystém jezera přestal existovat asi před 18 500 lety, Willandrova jezera poskytují jedinečné podmínky k dokumentování života v pleistocénu, období, kdy se lidé vyvinuli do jejich současné podoby.
Nerušený stratigrafický kontext nám dává ojedinělé důkazy o životě Homo sapiens sapiens, kterýžto dokonale rekonstruuje. Archeologické pozůstatky, jako jsou krby, kamenné nástroje a skořápky, vykazují pozoruhodné přizpůsobení místním zdrojům a fascinující souznění mezi lidskou kulturou a měnícím se přírodním prostředím. Bylo také nalezeno několik dobře zachovaných fosilií obřích vačnatců.
Willandra obsahuje některé z prvních důkazů o působení Homo sapiens sapiens mimo Afriku. Z nálezů pracovních nástrojů vyplývá, že lidé se rozšířili až do Austrálie před 42 000 lety. Místa také ilustrují lidské pohřby, které jsou starobylé, jako je kremace datovaná kolem 40 000 let před n. l., nejstarší místo zpopelnění na světě a stopy složitých systémů shromažďování rostlinných potravin, které se datují do doby asi před 18 000 lety před n. l., spojené s šrotovacími kameny k produkci mouky z divokých trávních semen, a to ve stejném období jako bylo jejich použití na Středním východě. Pigmenty byly přineseny do těchto jezer před 48 000 lety před n. l. Důkazy z této oblasti umožnily definovat typologii raných australských kamenných nástrojů.
Lidské fosilie z doby mezi 19 000 a 23 000 lety před n. l., přispěly k pochopení toho, jak brzy se lidé sžili s prostředím.